# Franz Ritter
Franz Ritter (Medebach, 15 febbraio 1803 – Bonn, 22 ottobre 1875) è stato un filologo classico tedesco.

## Biografia
Studiò filologia classica presso le università di Bonn e Berlino, conseguendo il dottorato nel 1828 con una tesi su Aristofane. Nel 1829 ottenne la sua abilitazione presso l'Università di Bonn, e nel 1833 fu nominato professore associato di filologia classica.
Pubblicò l'intera edizione di opere di Orazio (1856-57) e tre edizioni complete di Tacito (1834-36, 1848 e 1856-57). Curò le opere di Tertulliano, Terenzio, Aristotele e Sofocle.

## Opere principali
- Elementorum grammaticae latinae libri duo (1831).
- Poetica (1839).
- Didymus Chalcenteri opuscula (1845).
- Cornelii Taciti Opera (1848).
- Q. Horativs Flaccvs Ad codices saecvli noni decimique exactvm commentario critico et exegetico (2 volumi, 1856–57).
- Sophokles' König Oidipus (1870).[3]